# 内田豊稔
内田 豊稔 （うちだ とよなる、1959年9月17日 - ）は、日本の実業家。元株式会社木曽路代表取締役社長。

## 来歴
愛知県出身。1982年、駒澤大学法学部卒業。1996年7月、木曽路入社。2003年7月、業務改革推進室部長。2010年4月、名古屋工場長。
2013年2月、執行役員大阪駐在。2017年6月、執行役員人事本部長兼人事部長。2018年4月、執行役員管理統括本部長兼人事本部長兼人事部長。
2019年6月、取締役管理統括本部長兼人事部長。2019年10月、中部本部長。2020年2月、常務取締役。
2021年3月、代表取締役社長に就任。
2024年7月19日、代表取締役及び取締役を辞任。